# Theaudience
Theaudience (иногда пишется как theaudience) — британская брит-поп-группа, существовавшая в 1990-х годах. Коллектив выпустил один альбом и три сингла, которые смогли попасть в UK Singles Chart. После распада вокалистка группы Софи Эллис-Бекстор начала свою успешную сольную карьеру.

## История
Theaudience была основана гитаристом Билли Ривзом, который ранее играл в инди-группе Congregation. Фронтменом Theaudience была Софи Эллис-Бекстор. Группа достигла определённых успехов со своими записями, выдержанными в стиле нью-вейв. Их первый и единственный одноимённый альбом получил хорошие отзывы критиков и достиг 22 места в британских чартах, наряду с четырьмя синглами, попавшими в Top 40.
В 1998 году Ривз оставил группу, в то время как остальные участники писали материал для второго альбома. Эти записи были отвергнуты лейблом Mercury Records и вскоре после этого, в 1999 году, группа распалась. В 2009 году эти записи стали доступны в интернете в виде четырнадцатитрекового альбома, известного сейчас под фанатским заголовком Quiet Storm.
Софи Эллис-Бекстор начала сольную карьеру и имела большой успех на мейджор-лейблах танцевальной музыки. Бас-гитарист Керин Смит и гитарист Билли Ривз в настоящее время играют в лондонской инди-поп-группе Friends of The Bride, а барабанщик Патрик «Патч» Хэннан какое-то время играл в группе The Sundays.

## Дискография

### Студийный альбом
| Название    | История выпуска                                                      | Позиция в чартах |
| Название    | История выпуска                                                      | UK               |
| ----------- | -------------------------------------------------------------------- | ---------------- |
| Theaudience | - Дата релиза: 17 августа 1998 - Формат: CD, CS, LP - Лейбл: Mercury | 22               |

### Синглы
| Название                                                    | Год  | Позиция в чартах | Альбом      |
| Название                                                    | Год  | UK               | Альбом      |
| ----------------------------------------------------------- | ---- | ---------------- | ----------- |
| «I Got the Wherewithal»                                     | 1997 | 170              | theaudience |
| «If You Can't Do It When You're Young; When Can You Do It?» | 1998 | 48               | theaudience |
| «A Pessimist Is Never Disappointed»                         | 1998 | 27               | theaudience |
| «I Know Enough (I Don't Get Enough)»                        | 1998 | 25               | theaudience |

## Комментарии
1. ↑  Со строчной «t».